# Néronde-sur-Dore
Néronde-sur-Dore är en kommun i departementet Puy-de-Dôme i regionen Auvergne-Rhône-Alpes i centrala Frankrike. Kommunen ligger i kantonen Lezoux som tillhör arrondissementet Thiers. År 2022 hade Néronde-sur-Dore 485 invånare.

## Befolkningsutveckling
Antalet invånare i kommunen Néronde-sur-Dore
| Referens: INSEE |